# Чинонга
Чинонга — деревня в Качугском районе Иркутской области России. Входит в состав Вершино-Тутурского муниципального образования. Находится примерно в 117 км к северо-востоку от районного центра.

## Население
| 2002 | 2010 | 2011 | 2012 |
| ---- | ---- | ---- | ---- |
| 58   | ↘29  | →29  | ↘28  |

По данным Всероссийской переписи, в 2010 году в деревне проживало 29 человек (15 мужчин и 14 женщин).